# Maxime Estève
Maxime Estève (Montpellier, 26 de mayo de 2002) es un futbolista francés que juega como defensa en el Burnley F. C. de la Premier League.

## Trayectoria
Canterano del Montpellier H. S. C., firmó su primer contrato de aspirante con el club el 19 de noviembre de 2019. Debutó como profesional con el Montpellier en una derrota por 3-2 en la Ligue 1 ante el Olympique de Marsella el 8 de agosto de 2021.

## Estadísticas

### Clubes
Actualizado al último partido disputado el 6 de diciembre de 2024.
| Club                            | Div.          | Temporada     | Liga  | Liga  | Copas nacionales | Copas nacionales | Copas internacionales | Copas internacionales | Total | Total |
| Club                            | Div.          | Temporada     | Part. | Goles | Part.            | Goles            | Part.                 | Goles                 | Part. | Goles |
| ------------------------------- | ------------- | ------------- | ----- | ----- | ---------------- | ---------------- | --------------------- | --------------------- | ----- | ----- |
| Montpellier H. S. C. II Francia | 4.ª           | 2019-20       | 5     | 0     | —                | —                | —                     | —                     | 5     | 0     |
| Montpellier H. S. C. II Francia | 5.ª           | 2020-21       | 6     | 1     | —                | —                | —                     | —                     | 6     | 1     |
| Montpellier H. S. C. II Francia | Total club    | Total club    | 11    | 1     | 0                | 0                | 0                     | 0                     | 11    | 1     |
| Montpellier H. S. C. Francia    | 1.ª           | 2021-22       | 24    | 0     | 0                | 0                | —                     | —                     | 24    | 0     |
| Montpellier H. S. C. Francia    | 1.ª           | 2022-23       | 23    | 0     | 1                | 0                | —                     | —                     | 24    | 0     |
| Montpellier H. S. C. Francia    | 1.ª           | 2023-24       | 12    | 1     | 2                | 0                | —                     | —                     | 14    | 1     |
| Montpellier H. S. C. Francia    | Total club    | Total club    | 59    | 1     | 3                | 0                | 0                     | 0                     | 62    | 1     |
| Burnley F. C. Inglaterra        | 1.ª           | 2023-24       | 16    | 0     | 0                | 0                | —                     | —                     | 16    | 0     |
| Burnley F. C. Inglaterra        | 2.ª           | 2024-25       | 19    | 0     | 0                | 0                | —                     | —                     | 19    | 0     |
| Burnley F. C. Inglaterra        | Total club    | Total club    | 35    | 0     | 0                | 0                | 0                     | 0                     | 35    | 0     |
| Total carrera                   | Total carrera | Total carrera | 105   | 2     | 3                | 0                | 0                     | 0                     | 108   | 2     |